# Apti Aukhadov
Apti Aukhadov (en russe : Апти Аухадов ; né le 18 novembre 1992 à Ourous-Martan) est un haltérophile russe, concourant dans la catégorie des moins de 85 kg.

## Biographie
En 2010, Apti Aukhadov devient champion du monde juniors avec un total de 371 kg. Il s'impose à la fois à l'arraché (170 kg) et à l'épaulé-jeté (201 kg).
En juin 2012, blessé au dos, il abandonne lors des championnats de Russie, mais décide malgré tout de tenter sa chance aux Jeux olympiques. À Londres, il décroche la médaille d'argent des moins de 85 kg avec un total de 385 kg (175 + 210). Ayant réalisé le même total que le Polonais Adrian Zieliński, il s'incline du fait d'un poids de corps supérieur (84,75 kg contre 84,62 kg pour Zieliński).
Le 18 octobre 2016, le Comité international olympique annonce sa disqualification des Jeux de Londres en raison de la présence de turinabol et de drostanolone  dans les échantillons prélevés lors de ces Jeux.

### Palmarès
| Date | Compétition                   | Lieu       | Résultat       | Catégorie | Total  |
| ---- | ----------------------------- | ---------- | -------------- | --------- | ------ |
| 2009 | Championnats du monde juniors | Bucarest   | 4e             | - 85 kg   | 356 kg |
| 2009 | Championnats d'Europe juniors | Landskrona | 2e             | - 85 kg   | 347 kg |
| 2010 | Championnats du monde juniors | Sofia      | 1er            | - 85 kg   | 371 kg |
| 2011 | Championnats d'Europe         | Kazan      | 2e             | - 85 kg   | 385 kg |
| 2011 | Championnats du monde juniors | Penang     | 2e             | - 85 kg   | 378 kg |
| 2011 | Championnats du monde         | Paris      | 5e             | - 85 kg   | 370 kg |
| 2012 | Jeux olympiques               | Londres    | 2e Disqualifié | - 85 kg   | 385 kg |
| 2013 | Championnats d'Europe         | Tirana     | 1e             | - 85 kg   | 388 kg |